# Saison 1962-1963 de l'AS Saint-Étienne
Chronologie
Saison précédente Saison suivante
Cette page présente la saison 1962-1963 de l'AS Saint-Étienne. Le club évolue en Division 2, en Coupe de France, Coupe Drago et participe pour la première fois à la Coupe d’Europe des Vainqueurs de Coupe.

## Résumé de la saison
- Malgré sa relégation, l’effectif reste relativement stable. C’est un choix gagnant, car le club termine premier de la deuxième division et remonte aussitôt en Division 1.
- François Wicart reste l’entraîneur du club encore cette saison. C’est aussi le retour de Rachid Mekloufi en décembre 1962.
- Le club passe pour la première fois un tour en Coupe d’Europe.

## Équipe professionnelle

### Transferts
Sont considérés comme arrivées, des joueurs n’ayant pas joué avec l’équipe 1 la saison précédente.
| Nom                 | Nationalité | Poste     | Transfert      | Provenance/Destination | Division      |
| ------------------- | ----------- | --------- | -------------- | ---------------------- | ------------- |
| Arrivées            |             |           |                |                        |               |
| René Donoyan        |             | Gardien   | -              | -                      | Formé au club |
| Robert Philippe     |             | Gardien   | Transfert      | Forbach                | Division 2    |
| Jean-Paul Biscarrat |             | Milieu    | Transfert      | Besançon RC            | Division 2    |
| Aimé Jacquet        |             | Milieu    | -              | -                      | Formé au club |
| Rachid Mekloufi     |             | Attaquant | Transfert      | Servette Genève        | Division 1    |
| Jacques Foix        |             | Attaquant | Transfert      | Toulouse FC            | Division 1    |
| Départs             |             |           |                |                        |               |
| Maryan Paszko       |             | Gardien   | Transfert      | SC Toulon              | Division 2    |
| Claude Abbes        |             | Gardien   | Arrêt carrière | -                      | -             |
| René Fayol          |             | Défenseur | -              | -                      | -             |
| Roland Guillas      |             | Milieu    | Transfert      | Grenoble Foot          | Division 1    |
| Georges Peyroche    |             | Milieu    | Transfert      | RC Strasbourg          | Division 1    |
| Ginès Liron         |             | Attaquant | Transfert      | FC Sochaux             | Division 2    |

### Championnat

#### Matchs allers
| Date       | N o | Adversaire           | Lieu | Résultat | Buteurs pour Saint-Étienne                     | Points | Classement |
| ---------- | --- | -------------------- | ---- | -------- | ---------------------------------------------- | ------ | ---------- |
| 19/08/1962 | J01 | AS Aix               | Dom. | 1 - 0    | Ferrier 40e                                    | 2      | 7          |
| 26/08/1962 | J02 | Lille OSC            | Dom. | 2 - 0    | Oleksiak 28e, Faivre 76e                       | 4      | 2          |
| 02/09/1962 | J03 | AS Béziers           | Ext. | 3 - 1    | Herbin 28e                                     | 4      | 5          |
| 09/09/1962 | J04 | FC Nantes            | Ext. | 0 - 4    | Balboa 1re, Mitoraj 16e, Baulu 28e, Faivre 76e | 6      | 3          |
| 12/09/1962 | J05 | RCFC Besançon        | Dom. | 3- 2     | Faivre 8e, Mitoraj 40e, Ferrier 67e            | 8      | 3          |
| 16/09/1962 | J06 | US Boulogne          | Ext. | 2 – 2    | Turci 77e (csc), Masson 86e                    | 9      | 3          |
| 30/09/1962 | J07 | Le Havre AC          | Dom. | 2- 1     | Mitoraj 39e, Faivre 60e                        | 11     | 2          |
| 07/10/1962 | J09 | SC Toulon            | Ext. | 1- 2     | Faivre 24e, Herbin 31e                         | 13     | 2          |
| 14/10/1962 | J10 | FC Metz              | Dom. | 2 - 0    | Scheid 36e (csc), Faivre 42e                   | 15     | 2          |
| 21/10/1962 | J11 | AS Troyes            | Ext. | 2 – 2    | Faivre 64e, Oleksiak 72e                       | 16     | 2          |
| 28/10/1962 | J12 | CA Paris             | Dom. | 3 - 1    | Ferrier 30e, Oleksiak 56e, Herbin 87e          | 18     | 1          |
| 01/11/1962 | J13 | FC Sochaux           | Ext. | 1 - 3    | Foix 28e 32e, Baulu 80e                        | 20     | 1          |
| 04/11/1962 | J14 | Red Star Olympique   | Ext. | 1 – 1    | Foix 26e                                       | 21     | 1          |
| 11/11/1962 | J15 | CO Roubaix-Tourcoing | Dom. | 3 - 2    | Foix 5e 79e, Faivre 21e (pen.)                 | 23     | 1          |
| 18/11/1962 | J16 | US Forbach           | Ext  | 0 - 1    | Ferrier 24e                                    | 25     | 1          |
| 25/11/1962 | J17 | AS Cherbourg         | Dom. | 3 - 1    | Ferrier 17e, Domingo 20e, Herbin 65e           | 27     | 1          |
| 02/12/1962 | J18 | AS Cannes            | Ext. | 2 - 3    | Foix 28e, Herbin 43e 71e                       | 29     | 1          |
| 09/12/1962 | J19 | Limoges FC           | Dom. | 3 - 1    | Herbin 12e 33e, Ferrier 89e                    | 31     | 1          |

#### Matchs retours
| Date       | N o | Adversaire           | Lieu | Résultat | Buteurs pour Saint-Étienne                      | Points | Classement |
| ---------- | --- | -------------------- | ---- | -------- | ----------------------------------------------- | ------ | ---------- |
| 30/12/1962 | J21 | Red Star Olympique   | Dom. | 6 - 2    | Herbin 27e 80e, Faivre 29e, Guy 55e, Baulu 65e, | 33     | 1          |
| 06/01/1963 | J22 | CO Roubaix-Tourcoing | Ext. | 0 - 2    | Epalle , Mekloufi 7e                            | 35     | 1          |
| 13/01/1963 | J23 | AS Béziers           | Dom. | 1 – 1    | Guy 18e                                         | 36     | 1          |
| 27/01/1963 | J24 | US Forbach           | Dom. | 4 - 0    | Mekloufi 4e 87e, Herbin 24e, Guy 85e            | 38     | 1          |
| 03/02/1963 | J25 | AS Cherbourg         | Ext. | 2 – 2    | Herbin , Guy 53e                                | 39     | 1          |
| 10/02/1963 | J26 | US Boulogne          | Dom. | 4 - 3    | Mekloufi 1re 20e, 50e, Baulu 27e                | 41     | 1          |
| 24/02/1963 | J27 | FC Metz              | Ext. | 1 - 2    | Herbin 55e, Guy 86e                             | 43     | 1          |
| 03/03/1963 | J28 | FC Sochaux           | Dom. | 2 – 2    | Mekloufi , Faivre 24e                           | 44     | 1          |
| 17/03/1963 | J29 | AS Aix               | Ext. | 6 - 1    | Baulu 36e                                       | 44     | 1          |
| 24/03/1963 | J30 | AS Troyes            | Dom. | 1 - 0    | Herbin 70e                                      | 46     | 1          |
| 07/04/1963 | J31 | CA Paris             | Ext. | 0 - 4    | Herbin 31e, Mekloufi 35e 45e 70e                | 48     | 1          |
| 14/04/1963 | J32 | Limoges FC           | Ext. | 2 – 2    | Herbin 8e, Guy 42e                              | 49     | 1          |
| 21/04/1963 | J33 | SC Toulon            | Dom. | 3- 1     | Mekloufi 5e 24e 58e                             | 51     | 1          |
| 28/04/1963 | J34 | Lille OSC            | Ext. | 1 - 2    | Herbin 3e, Guy 67e                              | 53     | 1          |
| 01/05/1963 | J35 | RCFC Besançon        | Ext. | 0- 2     | Ferrier 56e 79e                                 | 55     | 1          |
| 05/05/1963 | J36 | FC Nantes            | Dom. | 0 - 1    | -                                               | 55     | 1          |
| 19/05/1963 | J37 | AS Cannes            | Dom. | 4 - 1    | Epalle 22e 25e 57e 86e                          | 57     | 1          |
| 26/05/1963 | J38 | Le Havre AC          | Ext. | 3 – 3    | Mekloufi 32e 38e, Jacquet 68e                   | 58     | 1          |

#### Classement final
| #  | Club                 | Joués | V  | N  | D  | bp:bc | +/- | Points |
| -- | -------------------- | ----- | -- | -- | -- | ----- | --- | ------ |
| 1  | AS Saint-Étienne     | 36    | 25 | 8  | 3  | 85-45 | +40 | 58     |
| 2  | FC Nantes            | 36    | 25 | 4  | 7  | 82-38 | +44 | 54     |
| 3  | FC Sochaux           | 36    | 21 | 9  | 6  | 68-33 | +35 | 51     |
| 4  | Le Havre AC          | 36    | 18 | 11 | 7  | 63-43 | +20 | 47     |
| 5  | Red Star Olympique.  | 36    | 17 | 9  | 10 | 69-60 | +9  | 43     |
| 6  | US Boulogne          | 36    | 15 | 9  | 12 | 66-55 | +11 | 39     |
| 7  | Lille OSC            | 36    | 15 | 8  | 13 | 63-59 | +4  | 38     |
| 8  | Limoges FC           | 36    | 14 | 9  | 13 | 57-60 | -3  | 37     |
| 9  | FC Metz              | 36    | 12 | 12 | 12 | 62-46 | +16 | 36     |
| 10 | AS Béziers           | 36    | 15 | 6  | 15 | 64-62 | +2  | 36     |
| 11 | AS Cannes            | 36    | 16 | 3  | 17 | 67-70 | -3  | 35     |
| 12 | RCFC Besançon        | 36    | 12 | 8  | 16 | 36-32 | -4  | 32     |
| 13 | US Forbach           | 36    | 11 | 7  | 18 | 36-53 | -17 | 29     |
| 14 | CO Roubaix-Tourcoing | 36    | 9  | 10 | 17 | 46-53 | -7  | 28     |
| 15 | CA Paris             | 36    | 9  | 10 | 17 | 39-62 | -23 | 28     |
| 16 | AS Cherbourg         | 36    | 7  | 13 | 16 | 46-62 | -16 | 27     |
| 17 | AS Troyes            | 36    | 8  | 10 | 18 | 50-76 | -26 | 26     |
| 18 | SC Toulon            | 36    | 7  | 9  | 20 | 41-70 | -29 | 23     |
| 19 | AS Aix               | 36    | 6  | 5  | 25 | 32-73 | -41 | 17     |

# position ; V victoires ; N match nuls ; D défaites ; bp:bc buts pour et buts contre
 Victoire à 2 points 
- L’Association sportive de Saint-Étienne Loire et le FC Nantes sont promus en championnat de première division
- Équipes reléguées de la première division : FC Grenoble, SO Montpellier, du FC Nancy et de l’Olympique de Marseille
- Les équipes du RC Roubaix, du CA Paris et de l’AS Troyes abandonnent le statut professionnel à l’issue de la saison et retournent  en division régionale amateur.

### Coupe des Vainqueurs de Coupe

#### Tableau récapitulatif des matchs
| Date       | N o                     | Adversaire      | Lieu                                  | Résultat | Buteurs pour Saint-Étienne | Suite                           |
| ---------- | ----------------------- | --------------- | ------------------------------------- | -------- | -------------------------- | ------------------------------- |
| 20/09/1962 | 16èmes de finale aller  | Vitoria Setubal | Stade Geoffroy-Guichard,Saint-Étienne | 1 – 1    | Mitoraj 72e                | -                               |
| 23/09/1962 | 16èmes de finale retour | Vitoria Setubal | Estádio do Bonfim,Setúbal             | 0 - 3    | Faivre 43e 55e, Baulu 73e  | Qualifiés pour le prochain tour |
| 18/10/1962 | 8èmes de finale aller   | Nuremberg       | Stade Geoffroy-Guichard,Saint-Étienne | 0 – 0    | -                          | -                               |
| 14/11/1962 | 8èmes de finale retour  | Nuremberg       | Grundig Stadion,Nuremberg             | 3 - 0    | -                          | Éliminés                        |

### Coupe de France

#### Tableau récapitulatif des matchs
| Date       | N o              | Adversaire | Lieu                                  | Résultat | Buteurs pour Saint-Étienne | Suite                           |
| ---------- | ---------------- | ---------- | ------------------------------------- | -------- | -------------------------- | ------------------------------- |
| 23/12/1962 | 64èmes de finale | FC Sète    | Stade des Métairies, Sète             | 1 – 1    | Baulu                      | Match à rejouer                 |
| 30/12/1962 | 64èmes de finale | FC Sète    | Stade Geoffroy-Guichard,Saint-Étienne | 1 - 0    | Ferrier 22e                | Qualifiés pour le prochain tour |
| 20/01/1963 | 32èmes de finale | SC Toulon  | Stade Vélodrome, Marseille            | 0 - 1    | -                          | Éliminés                        |

### Coupe Drago

#### Tableau récapitulatif des matchs
| Date       | N o             | Adversaire             | Lieu                                  | Résultat | Buteurs pour Saint-Étienne                 | Suite                               |
| ---------- | --------------- | ---------------------- | ------------------------------------- | -------- | ------------------------------------------ | ----------------------------------- |
| 17/02/1963 | 1er Tour        | SO Montpellier         | Stade Geoffroy-Guichard,Saint-Étienne | 1 - 0    | Foix 15e                                   | Qualifié pour le 2e tour            |
| 10/03/1963 | 2e tour         | AS Cannes              | Stade des Hespérides,Cannes           | 0 - 4    | Baulu 2e, Ferrier 22e, Guy 39e, Bordas 40e | Qualifiés pour le 3e tour           |
| 27/03/1963 | 3e tour         | FC Rouen               | Stade Geoffroy-Guichard,Saint-Étienne | 1 - 0    | Herbin 10e                                 | Qualifiés pour le prochain tour     |
| 10/04/1963 | 4e tour         | Olympique de Marseille | Stade Geoffroy-Guichard,Saint-Étienne | 4 - 2    | Guy 12e, Sbaïz 24e, Herbin 34e, Masson 53e | Qualifiés pour les quarts de finale |
| 08/05/1963 | Quart de finale | FC Sochaux             | Stade Auguste-Bonal                   | 4 - 1    | Baulu 43e                                  | Éliminés                            |

### Statistiques

#### Équipe-type
| \| Bernard Polny (Sbaïz) Tylinski Herbin Courbon (Bordas) Domingo Ferrier Mekloufi Faivre (Guy) Baulu Foix \| Équipe-type de la saison 1962-1963 |
| Bernard Polny (Sbaïz) Tylinski Herbin Courbon (Bordas) Domingo Ferrier Mekloufi Faivre (Guy) Baulu Foix                                          |

#### Buteurs
| Place | Nom                  | Division 1 | Coupe de France | Coupe Drago | Coupe des Vainqueurs de Coupe | TOTAL des BUTS |
| 1     | Robert Herbin        | 16 buts    | -               | 2 buts      | -                             | 18 buts        |
| 2     | Rachid Mekloufi      | 15 buts    | -               | -           | -                             | 15 buts        |
| 3     | Jacques Faivre       | 11 buts    | -               | -           | 2 buts                        | 13 buts        |
| 4     | René Ferrier         | 9 buts     | 1 but           | 1 but       | -                             | 11 buts        |
| 5     | André Guy            | 7 buts     | -               | 2 buts      | -                             | 9 buts         |
| 5     | Jean-Claude Baulu    | 5 buts     | 1 but           | 2 buts      | 1 but                         | 9 buts         |
| 7     | Jacques Foix         | 6 buts     | -               | 1 but       | -                             | 7 buts         |
| 8     | Gérard Epalle        | 5 buts     | -               | -           | -                             | 5 buts         |
| 9     | Roland Mitoraj       | 3 buts     | -               | -           | 1 but                         | 4 buts         |
| 10    | Jean Oleksiak        | 3 buts     | -               | -           | -                             | 3 buts         |
| 11    | Jean Masson          | 1 but      | -               | 1 but       | -                             | 2 buts         |
| 12    | Jean-Baptiste Bordas | -          | -               | 1 but       | -                             | 1 but          |
| 12    | Nello Sbaïz          | -          | -               | 1 but       | -                             | 1 but          |
| 12    | René Domingo         | 1 but      | -               | -           | -                             | 2 buts         |
| 12    | Manuel Balboa        | 1 but      | -               | -           | -                             | 2 buts         |
| 12    | Aimé Jacquet         | 1 but      | -               | -           | -                             | 2 buts         |
| #     | contre son camp      | 2 buts     | -               | -           | -                             | 2 buts         |
| Total | 16 buteurs           | 86 buts    | 2 buts          | 11 buts     | 4 buts                        | 103 buts       |

Date de mise à jour : le 8 décembre 2014.

#### Affluences
Affluence de l'AS Saint-Étienne à domicile

### Équipe de France
Deux  Stéphanois auront les honneurs de l’équipe de France cette saison malgré la saison en Division 2 : René Ferrier avec 4 sélections et Robert Herbin avec 3 sélections.
| Joueurs       | Position  | Date       | Lieu      | Adversaire | Type rencontre                   | Score | Temps de jeu | Buts |
| René Ferrier  | Milieu    | 03.10.1962 | Sheffield | Angleterre | Éliminatoires Championnat Europe | 1 – 1 | 90           | -    |
| René Ferrier  | Milieu    | 24.10.1962 | Stuttgart | RFA        | Amical                           | 2 – 2 | 90           | -    |
| René Ferrier  | Milieu    | 11.11.1962 | Colombes  | Hongrie    | Amical                           | 2- 3  | 90           | -    |
| René Ferrier  | Milieu    | 09.01.1963 | Barcelone | Espagne    | Amical                           | 0 – 0 | 90           | -    |
| Robert Herbin | Défenseur | 27.02.1963 | Paris     | Angleterre | Éliminatoires Championnat Europe | 5 - 2 | 90           | -    |
| Robert Herbin | Défenseur | 17.04.1963 | Feyenoord | Pays-Bas   | Amical                           | 1- 0  | 90           | -    |
| Robert Herbin | Défenseur | 28.04.1963 | Colombes  | Brésil     | Amical                           | 2- 3  | 90           | -    |